# كينيث كارتر
كينيث كارتر (بالإنجليزية: Kenneth Carter)‏ هو سياسي أمريكي، ولد في 9 سبتمبر 1933 في سكوتسبورو في الولايات المتحدة، وتوفي في 7 يناير 2017 في سواندرستاون في الولايات المتحدة. حزبياً، نشط في الحزب الديمقراطي.